# Калифорнийский университет в Санта-Крузе
Калифорнийский университет в Санта-Крузе (англ. University of California, Santa Cruz, UCSC) — один из университетов в системе Калифорнийского университета. Находится в городе Санта-Круз, расположенном в 120 км к югу от Сан-Франциско с видом на Тихий океан и залив Монтерей.
Университет проводит подготовку по 63 программам бакалавриата, 35 направлениям магистратуры и 33 для аспирантуры.